# سم تیلور (کارگردان)
سم تیلور (انگلیسی: Sam Taylor; ۱۳ اوت ۱۸۹۵ – ۶ مارس ۱۹۵۸) یک کارگردان، فیلم‌نامه‌نویس، و تهیه‌کننده اهل ایالات متحده آمریکا بود.
از فیلم‌ها یا مجموعه‌های تلویزیونی که وی در آن‌ها نقش داشته است می‌توان به مخمصه اشاره نمود.

## فیلم‌شناسی
- Over the Garden Wall (۱۹۱۹)
- مردی که دریانورد شد (۱۹۲۱)
- در میان حاضران (۱۹۲۱)
- قبول می‌کنم (۱۹۲۱)
- هرگز سست نشو (۱۹۲۱)
- پسر مامان‌بزرگ (۱۹۲۲)
- ایمنی آخر از همه! (۱۹۲۳)
- نگرانی چرا؟ (۱۹۲۳)
- خجالتی (۱۹۲۴)
- هارولد لوید به دانشگاه می‌رود (۱۹۲۵)
- Exit Smiling (۱۹۲۷)
- بهترین دختر من (۱۹۲۷)
- طوفان (۱۹۲۸)
- Lady of the Pavements (۱۹۲۹)
- رام کردن زن سرکش (۱۹۲۹)
- خروس (۱۹۲۹)
- دو-بری، بانوی عشق (۱۹۳۰)
- Skyline (۱۹۳۱)
- بیل سفیر کبیر (۱۹۳۱)
- کیکی (۱۹۳۱)
- Devil's Lottery (۱۹۳۲)
- Out All Night (۱۹۳۳)
- پنجه گربه (۱۹۳۴)
- هیچ‌چیز بجز دردسر (۱۹۴۴)

## پیوند به بیورن
- سم تیلور در بانک اطلاعات اینترنتی فیلم‌ها (IMDb)